# Formica di Burano
La Formica di Burano è uno scoglio affiorante dell'Arcipelago Toscano.

## Collocazione
Lo scoglio si trova nel Mar Tirreno, circa un km al largo della costa antistante il Lago di Burano, a sud-est del promontorio di Ansedonia e a est della località di Porto Ercole del Monte Argentario.
L'isola è luogo d'immersione per gli appassionati di subacquea.